# Romanisation de l'alphabet arménien

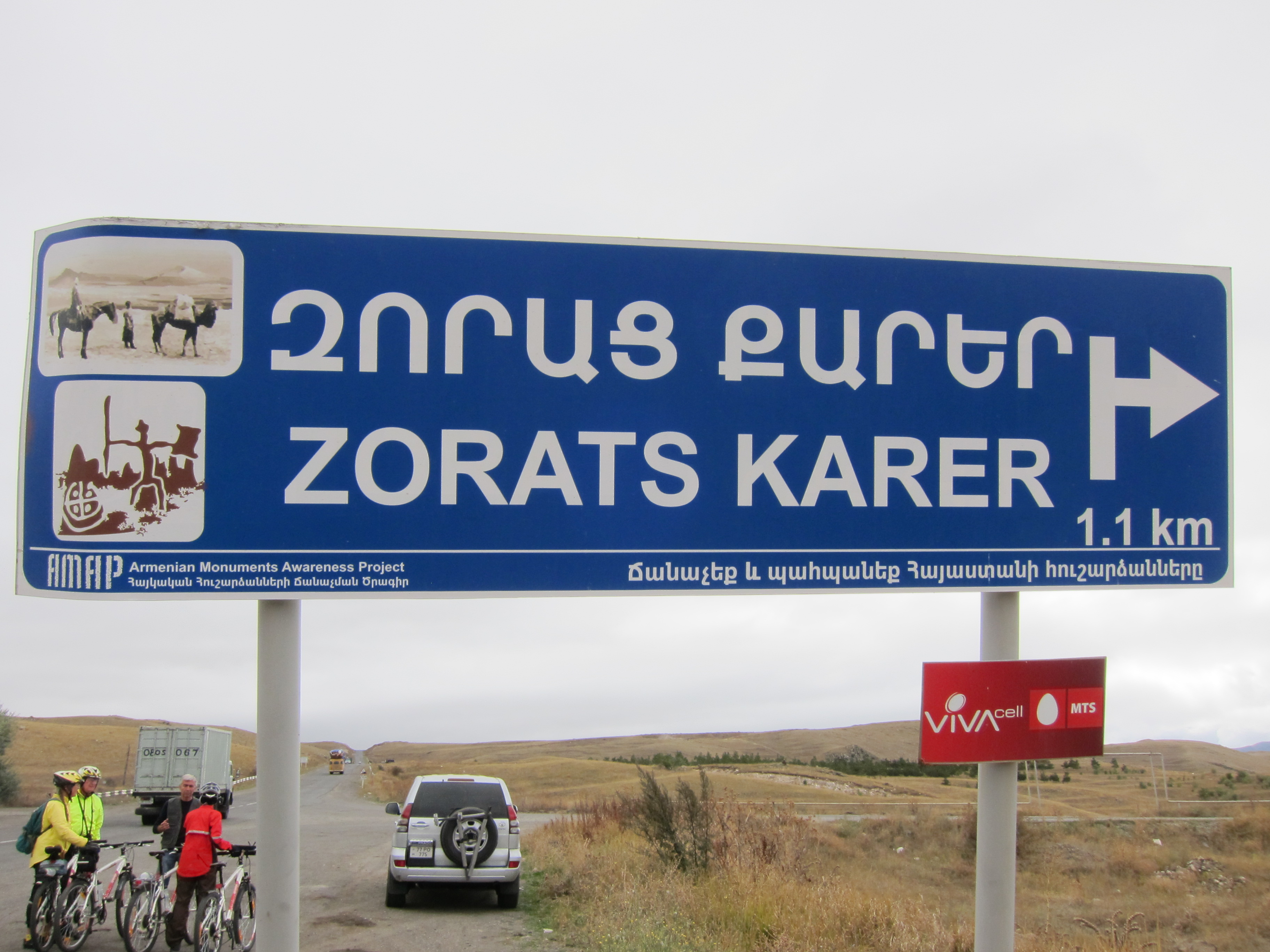
Panneau écrit en arménien avec l’alphabet arménien et la translittération latine.

La  romanisation de l’alphabet arménien est possible selon plusieurs méthodes et normes de romanisation de l’écriture arménienne, pour l’arménien, dont :
- Romanisation Hübschmann-Meillet-Benveniste
- DIN 32706
- ISO 9985
- Romanisation BGN/PCGN
- Romanisation ALA-LC

|       | HMB | DIN | ISO | ALA-LC (arm. or.) | ALA-LC (arm. occ.) | BGN/PCGN |
| ----- | --- | --- | --- | ----------------- | ------------------ | -------- |
| Ա ա   | a   | a   | a   | a                 | a                  | a        |
| Բ բ   | b   | b   | b   | b                 | p                  | b        |
| Գ գ   | g   | g   | g   | g                 | k                  |          |
| Դ դ   | d   | d   | d   | d                 | t                  | d        |
| Ե ե   | e   | e   | e   | e, y              | e, y               | e, ye    |
| Զ զ   | z   | z   | z   | z                 | z                  | z        |
| Է է   | ē   | ê   | ē   | ē                 | ē                  | e        |
| Ը ը   | ǝ   | ẹ   | ë   | ě                 | ě                  | y        |
| Թ թ   | tʽ  | t̕   | t’  | t‘                | t‘                 | t’       |
| Ժ ժ   | ž   | ž   | ž   | zh                | zh                 | zh       |
| Ի ի   | i   | i   | i   | i                 | i                  | i        |
| Լ լ   | l   | l   | l   | l                 | l                  | l        |
| Խ խ   | x   | x   | x   | kh                | kh                 | kh       |
| Ծ ծ   | c   | c   | ç   | ts                | dz                 | ts       |
| Կ կ   | k   | k   | k   | k                 | g                  | k        |
| Հ հ   | h   | h   | h   | h                 | h                  | h        |
| Ձ ձ   | j   | j   | j   | dz                | ts                 | dz       |
| Ղ ղ   | ł   | ġ   | ġ   | gh                | gh                 | gh       |
| Ճ ճ   | č   | č   | č̣   | ch                | j                  | ch       |
| Մ մ   | m   | m   | m   | m                 | m                  | m        |
| Յ յ   | y   | y   | y   | y, h              | y, h               | y        |
| Ն ն   | n   | n   | n   | n                 | n                  | n        |
| Շ շ   | š   | š   | š   | sh                | sh                 | sh       |
| Ո ո   | o   | o   | o   | o                 | o                  | o        |
| Չ չ   | čʽ  | č̕   | č   | ts‘               | ts‘                | ts’      |
| Պ պ   | p   | p   | p   | p                 | b                  | p        |
| Ջ ջ   | ǰ   | ǰ   | ǰ   | j                 | ch                 | j        |
| Ռ ռ   | ṙ   | ṙ   | ṙ   | ṛ                 | ṛ                  | rr       |
| Ս ս   | s   | s   | s   | s                 | s                  | s        |
| Վ վ   | v   | v   | v   | v                 | v                  | v        |
| Տ տ   | t   | t   | t   | t                 | d                  | t        |
| Ր ր   | r   | r   | r   | r                 | r                  | r        |
| Ց ց   | cʽ  | c̕   | c’  | ts‘               | ts‘                | ts’      |
| Ւ ւ   | w   | w   | w   | w                 | w                  |          |
| ՈՒ ու | u   | ow  | ow  | u                 | u                  | u        |
| Փ փ   | pʽ  | p̕   | p’  | p‘                | p‘                 | p’       |
| Ք ք   | kʽ  | k̕   | k’  | k‘                | k‘                 | k’       |
| Օ օ   | ō   | ô   | ò   | ō                 | ō                  | o        |
| Ֆ ֆ   | f   | f   | f   | f                 | f                  | f        |
| և     | ew  | e͡w  | ew  | ew                | ew                 | ev, yev  |

|   | HMB | DIN | ISO | ALA-LC | BGN/PCGN |
| - | --- | --- | --- | ------ | -------- |
| . | ;   | ;   | ;   |        |          |
| ։ | .   | .   | .   |        |          |
| ՙ | ’   | ʿ   | ʿ   |        |          |
| ՚ |     | ’   |     |        |          |
| ՛ |     |     |     |        |          |
| ՜ | !   | !   | !   |        |          |
| ՝ | ,   | :   | :   |        |          |
| ՞ | ?   | ?   | ?   |        |          |
| ՟ |     | ◌̃   | ◌̃   |        |          |
| ˝ |     | ◌̋   | ◌̋   |        |          |

## Sources
- E. Benveniste, « Translittération à employer dans la Revue des Études Arméniennes », Revue des Études Arméniennes, t. 3,‎ 1966 (lire en ligne)
- (en) BGN/PCGN, « Romanization of Armenian BGN/PCGN 1981 System », sur National Geospatial-Intelligence Agency (consulté le 22 décembre 2020)
- BNF, « Translittération de l’arménien », sur BNF Kitcat, 14 janvier 2010 (consulté le 22 décembre 2020)
- (en) Robert Godel, An introduction to the study of classical Armenian, Wiesbaden, Dr Ludwig Reichert Verlag, 1975 (ISBN 3-920153-37-5)
- (de) Heinrich Hübschmann, Armenische Grammatik, vol. 1 : Armenische Etymologie, Leipzig, Breitkopf & Härtel, 1895 (lire en ligne)
- (de) Heinrich Hübschmann, Armenische Grammatik, vol. 1 : Armenische Etymologie, Leipzig, Breitkopf & Härtel, 1897 (lire en ligne)
- (de) Antoine Meillet, Esquisse de grammaire comparée de l’armenien classique, Vienne, Imprimerie des pp. Mékhitharistes, 1903 (lire en ligne)
- (de) Antoine Meillet, Altarmenisches elementarbuch, Heidelberg, C. Winter, 1913 (lire en ligne)
- (en) Thomas T. Pedersen, Transliteration of Armenian, 16 janvier 2007 (lire en ligne)
- (en) Avedis K. Sanjian, « The Armenian alphabet », dans Peter T. Daniels, William Bright, The World’s Writing Systems, Oxford University Press, 1996 (ISBN 0-19-507993-0)
- (en) United Nations Group of Experts on Geographical Names (UNGEGN), « Armenian », sur Working Group on Romanization Systems (consulté le 22 décembre 2020)